# Joé Descomps-Cormier
Ne doit pas être confondu avec Jean-Bernard Descomps.
Pour les articles homonymes, voir Descomps et Cormier.
Emmanuel-Jules-Joseph Descomps dit Joé Descomps ou Descomps-Cormier, est un sculpteur et orfèvre français, né le 18 janvier 1869 à Clermont-Ferrand et mort le 24 avril 1950 à Paris.

## Biographie
Sculpteur, ciseleur, maître-orfèvre, Joé Descomps est élève de Louis-Auguste Hiolin et d'Alexandre Falguière. 
Il est présent à l'exposition de Chicago en 1893. Il travaille avec Frédéric Boucheron.
Sociétaire des artistes français depuis 1883 et expose au Salon des artistes français de 1891 à 1937 ; mention en 1898, troisième médaille en 1921, deuxième en 1925, première en 1928. 
En 1911, une petite statuette en terre cuite signée de lui est offerte aux souscripteurs des publications de Félix Juven.
Il est nommé chevalier de la Légion d'honneur par décret du 3 avril 1929.
Son atelier se situait à La Charité-sur-Loire.

## Œuvres et conservation
- Bacchantes, groupe, deux bacchantes dansant nues, Salon de 1903.
- Marie de Padilla[3], statue, nu, Salon de 1905.
- Médaille d'infirmière de la Croix-Rouge, or, 1914-1919, musée des Hospices civils de Lyon.
- Torse de femme, vers 1926, statuette en pierre, musée d'art et d'industrie André Diligent - La Piscine, Roubaix.
- Danaïde ou Femme à l'amphore, vers 1926, marbre, musée d'art moderne de la Ville de Paris.
- Artemis, 1928, plâtre teinté; Jeune fille,J 1925, plâtre teinté, Clermont-Ferrand, musée d'art Roger-Quilliot.
- Femme nue, terre cuite, musée des beaux-arts de Bordeaux.
- Faune et Bacchante, terre cuite, musée des beaux-arts de Bordeaux.
- Femme avec guirlande de fleurs, terre cuite, musée des beaux-arts de Blois.